# Fabre d'Églantine
Philippe François Nazaire Fabre, vero nome di Fabre d'Églantine (Carcassonne, 28 luglio 1750 – Parigi, 5 aprile 1794), è stato un attore teatrale, drammaturgo e rivoluzionario francese.

## Biografia
Nato a Carcassonne nel luglio del 1750 da François Fabre, commerciante in stoffe, e da Anne-Catherine Fons, fece i primi studi a Limoux, dove la famiglia si era trasferita nel 1757, nel collegio dei Padri dottrinari, dove apprese il greco, il latino, la musica e il disegno. Nel 1771 entrò nella congregazione dei dottrinari a Tolosa come insegnante delle prime classi. In quell'anno partecipò ai Jeux floraux banditi dall'Accademia di Tolosa con un Sonetto alla Vergine che fu premiato con il giglio d'argento, ma non ottenne il primo premio - come lui invece sosteneva -, consistente nell'églantine d'oro, soprannome da lui poi adottato.
Lasciò quasi subito la congregazione per unirsi a una compagnia di teatranti ambulanti. Nel 1772 recitò a Grenoble, nel 1775 a Chalon-sur-Saône, nel 1775 a Beauvais, nel 1776 a Namur. Qui rischiò la vita per aver tentato di fuggire con una minorenne, Catherine Deresmond, figlia del direttore del teatro: la pena gli fu commutata in un'ammenda e nel bando dai Paesi Bassi. Nel 1777 era a Parigi dove dedicò a Buffon l'Histoire naturelle et son étude dans le cours des Saisons, poi a Sedan, dove tentò senza successo la strada di direttore di teatro, e nel 1778 a Troyes e a Strasburgo.
Qui sposò, il 9 novembre 1778, Marie-Nicole Godin, un'attrice lontana discendente di Lesage. Nell'atto di matrimonio egli si presenta come Fabre d'Eglantine, nobile, laureato in diritto e figlio di un avvocato del Parlamento. Nel 1779 nacque il figlio Jules-Louis-Théodore-Vincent, futuro ingegnere. Entrambi recitarono dal 1779 al 1780 a Maastricht, dove il 12 aprile 1779 Fabre d'Églantine debuttò da protagonista nel Misantropo di Molière. Il 7 febbraio 1780 vi fece rappresentare la propria Laure et Pétrarque, opéra-comique in un atto su musica di Frans Rouwijzer (1737-1827), della quale restano poche romanze: Il pleut, il pleut, bergère, Je t'aime tant, À peine encore le couchant brille, Laure et Pétrarque.
Dal 1780 al 1786 proseguirono gli spostamenti della sua compagnia. Il 23 settembre 1780, a Liegi, recitò Le Triomphe de Grétri, suo omaggio al musicista; nel 1783, a Ginevra, compose il poema La Treille de Genève e a Lione rappresentò la sua tragedia Augusta, dove recitò Collot d'Herbois. Nel 1785 diresse il teatro di Nîmes e il 30 giugno 1786 recitò al teatro di Avignone. Nel 1787 si stabilì a Parigi, deciso a ottenere la consacrazione di autore drammatico, ma inizialmente si procurò solo insuccessi: Les Gens de lettres, ou le Poète provincial à Paris, commedia in cinque atti, ebbe una sola rappresentazione, il 21 settembre, al Théâtre-Italien; Augusta, data alla Comédie-Française l'8 ottobre, conobbe sei repliche, e peggio andò alla commedia in cinque atti Le Présomptueux, ou l'Heureux imaginaire, che gli causò l'accusa di plagio.

### La Rivoluzione
Nel 1789 lasciò la moglie per convivere con l'attrice Caroline Remy. Entusiasta della Rivoluzione, ne propagò i principi guadagnandosi il favore del pubblico. Le Philinte de Molière ou la Suite du Misanthrope, commedia in cinque atti rappresentata il 22 febbraio 1790 alla Comédie, ottenne grande successo. Fabre d'Églantine partecipò attivamente alla vita politica parigina: s'iscrisse al club dei Cordeliers, vi fu eletto segretario e con Danton, suo intimo amico, e Jules Paré ne fu il membro più influente. Iniziò anche una collaborazione al giornale Révolutions de Paris di Camille Desmoulins e cercò invano di farsi eleggere giudice di pace a Chevreuse: un libello anonimo lo dipinse « avido di denaro, dissipatore e avaro, cattivo padre e cattivo marito ».
Continuava intanto la sua attività di drammaturgo. Il 20 agosto 1790 fu rappresentata Isabelle de Salisbury, commedia « eroica e lirica » in tre atti con musica di Bernardo Mengozzi, il 28 gennaio 1791 si tenne la prima della commedia in due atti Le Convalescent de qualité, ou l'Aristocrate, seguita a giugno da L'Intrigue épistolaire e a luglio da L'Apothicaire. L'Héritière, ou les Champs et la Ville, commedia in cinque atti, fu rappresentata il 5 novembre 1791, e clamorosamente fischiata; anche Le Sot orgueilleux ou L'école des élections, andata in scena il 7 marzo 1792, che ironizzava su taluni aspetti della Rivoluzione, non piacque al pubblico.
Nell'estate del 1792, poco prima della caduta della monarchia, Fabre d'Églantine avrebbe offerto la sua collaborazione alla Corte, ma solo per ingannarla e ricavarne benefici in denaro, come pure avrebbero fatto Danton e altri dantonisti. Dopo il 10 agosto 1792, Danton, nuovo ministro della Giustizia, fece lui e Desmoulins suoi segretari. Interessato alle forniture militari, il 15 settembre Fabre d'Églantine ricevette dal ministro della Guerra Joseph Servan 30.000 lire per una provvista di scarpe e stivali. Ancora a dicembre, il nuovo ministro Jean-Nicolas Pache gli chiese conto delle forniture non effettuate, e una denuncia anonima l'accuserà di aver accaparrato 10.000 paia di scarpe rivendute ad alto prezzo ai volontari.
Dalla fine d'agosto pubblicò il giornale Compte rendu au peuple souverain. Nel quarto numero apparve un appello al massacro: « Che nelle città il sangue dei traditori sia il primo olocausto offerto alla libertà affinché, avanzando contro il comune nemico, non ce ne lasciamo alle spalle nessuno che possa preoccuparci », e nel settimo numero giustificò i massacri di settembre. D'altra parte, eletto il 16 settembre alla Convenzione, chiamò alla concordia nazionale. Votò la morte di Luigi XVI e ruppe con i Girondini dopo il tradimento di Dumouriez, lanciando contro di loro una campagna di stampa sulle colonne della Gazette nationale de France.
Il 3 gennaio 1793 fece parte del Comitato di guerra e fu inviato in missione nella Seine-et-Oise e nell'Eure-et-Loir per l'arruolamento di 300.000 uomini. Sostituito da Armand-Joseph Guffroy, il 26 marzo entrò nella Commissione di salute pubblica, che venne sostituita il 6 aprile dal Comitato di salute pubblica, di cui egli non fece parte. Membro della commissione incaricata di progettare il nuovo calendario repubblicano, Fabre d'Églantine fu il creatore della denominazione dei giorni e dei mesi. Fece parte anche della commissione d'inchiesta sul furto dei gioielli della Corona e in tale veste il 24 ottobre testimoniò al processo contro Jean-Marie Roland.
Nell'estate del 1793, appoggiato da Delaunay d'Angers, Jean-François Delacroix e Julien de Toulouse, accusò la Compagnia delle Indie e gli stranieri residenti in Francia di speculazioni in accordo con il governo britannico, così che la Convenzione decise in ottobre il sequestro dei beni degli stranieri e la liquidazione della Compagnia. La presunta cospirazione fu confermata il 16 novembre da François Chabot e Claude Basire, che tuttavia, in successive confessioni, coinvolsero nella corruzione portata avanti da una « cricca di banchieri » Danton e i suoi amici. Nello stesso tempo Fabre d'Églantine attaccò gli Hébertisti, ottenendo dalla Convenzione l'arresto di Vincent, Maillard, Ronsin e Mazuel, e il 5 gennaio 1794 scrisse un Ritratto di Marat denunciando coloro che, a suo giudizio falsamente, pretendevano di essere i successori dell'« Amico del popolo ».
L'affare della Compagnia delle Indie lo portò alla rovina. Nelle indagini si scoprì che il decreto di liquidazione della Compagnia era stato falsificato da Fabre d'Églantine e da Delaunay, in modo che la liquidazione sarebbe stata operata dalla Compagnia stessa e non più dallo Stato, come previsto dal decreto votato dalla Convenzione. In tal modo, ottenuto il crollo del valore delle azioni della Compagnia, la mantenevano in vita e ne riacquistavano le azioni a prezzo stracciato. Tutta l'operazione era stata favorita da una tangente di 500.000 lire pagata dalla Compagnia. Quanto alla « cospirazione dello straniero », si trattava di una montatura, che trovò però credito presso il Comitato di salute pubblica, architettata da Fabre d'Églantine per rovinare gli Hébertisti assecondando così i piani degli Indulgenti.
Espulso dal club dei Giacobini, Fabre d'Églantine fu arrestato il 12 gennaio 1794 con l'accusa di falso ideologico e concussione, e rinchiuso nel carcere del Luxembourg. Processato con Danton e gli altri coinvolti nell'affare, si difese presentando un Précis apologétique nel quale negò ogni responsabilità. Tranne Louis Marie Lulier, assolto, Fabre d'Églantine e tutti gli altri imputati - François Chabot, Marie-Jean Hérault de Séchelles, Claude Basire, Joseph Delaunay, Danton, Desmoulins, Pierre Philippeaux, Marc René d'Espagnac, Junius Frey, Emmanuel Frey, Andrés María de Guzmán, Jean Frédéric Diederichsen, François Joseph Westermann, Jean-François Delacroix (il barone Jean Batz e Julien de Toulouse erano latitanti) - furono condannati a morte e ghigliottinati il 5 aprile 1794.
Fabre d'Églantine venne sepolto nel Cimitero degli Errancis.